# Județul Gorj (antebelic)
Județul Gorj  a fost o unitate administrativă de ordinul întâi din Vechiul Regat al României (existent în perioada antebelică). Județul se afla în regiunea istorică Oltenia, iar reședința era orașul Târgu Jiu.

## Așezare și limite

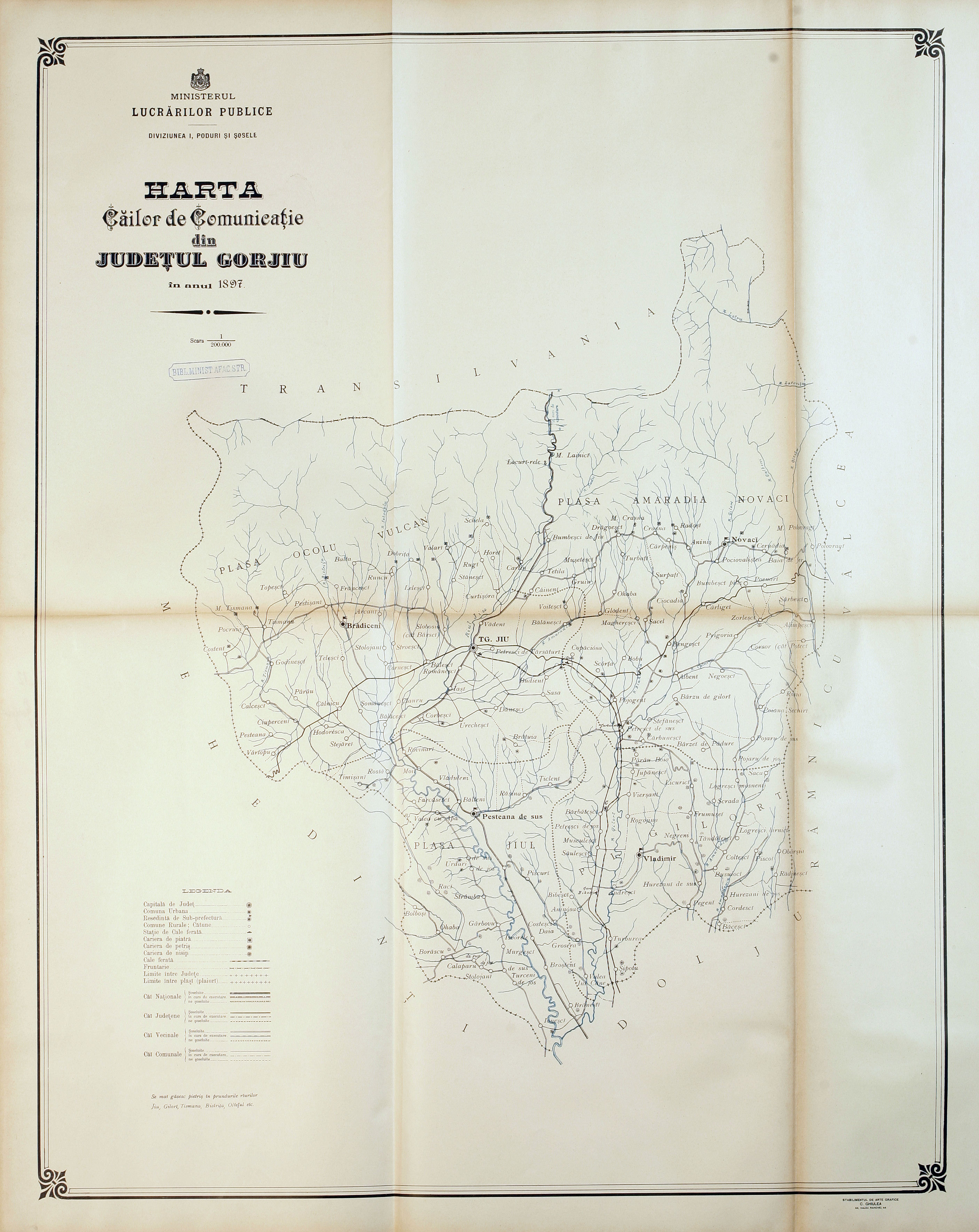
Harta județului Gorj în Atlasul Căilor de Comunicații din 1897

Județul Gorj era un județ de frontieră. Se învecina cu Transilvania (ce făcea parte atunci din Austro-Ungaria) și cu județele românești Mehedinți, Dolj și Vâlcea. Denumirea județului provenea de la râul Jiu ce îl străbătea de la nord la sud, împărțindu-l în două părți aproape egale și însemna Jiul de Sus.

## Istoric
În anul 1864, domnitorul Alexandru Ioan Cuza dă prima lege de organizare administrativ-teritorială modernă a teritoriului României. Legea prevedea împărțirea țării în 33 de județe, având ca subdiviziuni plășile și comunele (urbane și rurale). Județele și comunele erau investite cu personalitate juridică și cu organe deliberative și executive: consiliul județean și prefectul (acesta din urmă ca reprezentant al guvernului în teritoriu), respectiv consiliul comunal
și primarul (în calitate de reprezentant al guvernului în teritoriu). Plășile erau simple subdiviziuni ale județelor, fără personalitate juridică, conduse de subprefecți, cu atribuții de supraveghere și control asupra autorităților comunale.
Județul antebelic Gorj era împărțit în 4 plăși și 2 plaiuri: Vulcan  și  Novaci și plășile  Ocolul, Jiul cu reședința Urdari de Jos, Amaradia și Gilortul cu reședința Vladimir. Între 1883 și 1900, plasa Amaradia a fost comasată cu plaiul Novaci, reședința fiind la Novaci, iar plasa Ocolul comasată cu plaiul Vulcan, reședința fiind la Brădiceni. Județul avea o comună urbană și 161 comune rurale. 
Populația județului se ocupa cu creșterea porcilor, cu care înainte de tariul autonom se făcea comerț cu Transilvania. Județul nu avea altă industrie decât cea domestică (tăbăcărie, cojocărie, țesături din lână și pânză, pive pentru aba, joagăre pentru cherestea).
În comuna Săcele, plasa Amaradia, se găseau ape minerale.
Se oragnizau bâlciuri la: Târgu Jiu (de Înălțare și Vinerea Mare și târg săptămânal), Petrești de Sus (Cărbunești; de Mucenici și Sfânta Maria Mică și târg săptămânal), Bumbești-Pițicul (24 februarie-bâlci mare de vite și târg săptămânal, duminica) și Brădiceni (de Sfântul Maria Mică-când se vindeau, mai cu seamă, vase și care de transport și târg săptămânal în fiecare duminică din timpul iernii).

## Marca
În județul Gorj, ca în toate județele de munte, se găseau pe plaiuri și animale sălbatice precum: urși, capre negre, jderi, căprioare și cerbi, foarte puțini (marca județului era reprezentată de un cerb).